# میروسلاو شاریچ
میروسلاو شاریچ (زاده ۷ فوریه ۱۹۸۶) بازیکن حرفه‌ای کروات است که برای باشگاه کرکا توپ می‌زند.

## باشگاه

### کرواسی
در ۱۵ دسامبر ۲۰۰۴، اون اولین بازی‌اش را برای تیم دینامو زاگرب انجام داد. شاریچ در این بازی از دقیقه ۸۳ به عنوان بازیکن تعویضی به زمین آمد تا برای تیمش در برابر اشتوتگارت آلمان از سری مسابقات جام یوفا بازی کند. پس از آن، اون دیگر در هیچ مسابقه‌ای برای دینامو زاگرب به میدان نرفت.

### هنگ‌کنگ
در ۱۷ اوت ۲۰۱۲، شاریچ به باشگاه بیو چون رنجرز در دسته یک هنگ‌کنگ با مبلغ نامعلومی پیوست.

## افتخارات
شرقی
- جام بزرگسالان هنگ‌کنگ: ۱۵–۲۰۱۴
- لیگ برتر هنگ‌کنگ: ۱۶–۲۰۱۵